# 塩沼亮潤
塩沼 亮潤（しおぬま りょうじゅん、1968年〈昭和43年〉3月15日 - ）は、宮城県仙台市出身の日本の金峯山修験本宗の僧侶で、仙台市太白区秋保の福聚山慈眼寺住職を務める大峯千日回峰行者（大行満大阿闍梨）である。

## 略歴
1968年に宮城県仙台市の仙台駅そばで生まれる。テレビ番組で酒井雄哉師を観て千日回峰行に憧れる。1986年に東北高等学校を卒業後、資金を貯めて金峯山修験本宗管長五條順教に師事し、1987年5月6日に総本山金峯山寺で出家して修験行院に入る。2年後に正行院に入りさらに2年後に大行院に入る。
1991年5月3日の戸開けから百日回峰行に入り、8月10日に達成する。1992年5月3日から千日回峰行に入り、1999年9月2日に金峯山史上2人目となる千日回峰行を達成する。2000年9月28日から四無行を満行し、2006年に八千枚大護摩供を満行した。
その後、帰郷して慈眼寺を建立して住職となる。

## 思想
塩沼亮潤と竹田恒泰は共に、近代合理主義・IT・拝金主義などによる悪影響が広まっていると見なし、伝統や宗教が本来重要であるとして、次のようにも論じている。

## 著作リスト

### 単著
- 『人生生涯小僧のこころ - 大峯千日回峰行者が超人的修行の末につかんだ世界』（致知出版社、2008年、ISBN 978-4884748036）
- 『心を込めて生きる - 超人的修行を遂げた大阿闍梨の生き方』（PHP研究所、2009年、ISBN 978-4569707716）
- 『人生の歩き方』（致知出版社、2009年、ISBN 978-4884748579）
- 『執らわれない心 - 日本人の生き方の原点に立ち返れ』（PHP研究所、2011年、ISBN 978-4569709291）
- 『毎日が小さな修行 - 人生の花を咲かせる12の基本』（致知出版社、2013年、ISBN 978-4800910202）
- 『忘れて捨てて許す生き方』（春秋社、2014年、ISBN 978-4393134047）
- 『人生でいちばん大切な三つのことば』（春秋社、2015年、ISBN 978-4393134078）
- 『縁は苦となる苦は縁となる』（幻冬舎、2016年、ISBN 978-4344029316）
- 『春夏秋冬 〈自然〉に生きる』（春秋社、2017年、ISBN 978-4393134092）
- 『歩くだけで不調が消える 歩行禅のすすめ』（KADOKAWA、2017年、ISBN 978-4046018922）

### 共著
- 『大峯千日回峰行 - 修験道の荒行』（板橋興宗との共著、春秋社、2007年、ISBN 978-4393135402）
- 『〈修験〉のこころ』（五條順教との共著、春秋社、2008年、ISBN 978-4393191095）
- 『日本人の宝』（竹田恒泰との共著、PHP研究所、2012年、ISBN 978-4569802886）
- 『日本がもっと好きになる神道と仏教の話』（竹田恒泰との共著、PHP文庫、2014年、ISBN 978-4569760919）

## 出演歴

### TV
- SWITCHインタビュー 達人達 - 「角幡唯介×塩沼亮潤」（NHKEテレ、2014年12月6日）
- クレイジージャーニー(TBS、2016年2月11日)
- 今夜くらべてみました(日本テレビ、2016年4月26日)
- トーキングフルーツ（フジテレビ、2016年11月23日）
- FOOT×BRAIN（テレビ東京、2019年10月13日）
- サワコの朝（MBS、2020年12月19日）

### ラジオ
- オールナイトニッポンGOLD（ニッポン放送、2016年9月30日）
- 伊集院光とらじおと（TBSラジオ、2017年9月13日）
- Morning Brush（Date FM）- 番組内コーナー「塩沼亮潤の大阿闍梨 今朝の一言」に出演 [2]
- 塩沼亮潤 大阿闍梨のstep by step（InterFM897、2021年1月5日 - ）
- 塩沼亮潤とバクコメのぼちぼちがんばるDAY（TBCラジオ、2021年11月7日 - ）
- 辛坊治郎ズーム そこまで言うか!（ニッポン放送、2022年12月5日）
- ナポリの男たちα（東京FM、2025年6月7日、6月14日）

## 関連文献
- CiNii>塩沼 亮潤
- 『大峯千日回峰行 - 修験道の荒行』（板橋興宗との共著、春秋社、2007年）
- 『人生生涯小僧のこころ - 大峯千日回峰行者が超人的修行の末につかんだ世界』（致知出版社、2008年）